# Ropalopus nigripes
Ropalopus nigripes är en skalbaggsart som beskrevs av Maurice Pic 1926. Ropalopus nigripes ingår i släktet Ropalopus och familjen långhorningar. Inga underarter finns listade i Catalogue of Life.